# Eppertshausen
Eppertshausen est une municipalité allemande située dans le land de la Hesse et l'arrondissement de Darmstadt-Dieburg.
La commune est jumelée avec la ville de Chaource (située dans le département de l'Aube).